# Al-Fajr (Wissenschaftszeitschrift)
Die arabischsprachige Monatszeitschrift al-Fajr (arabisch الفجر, DMG al-Faǧr, ‚Die Morgendämmerung‘) erschien zwischen 1920 und 1922 in Tunis. Es wurden zwei Jahrgänge mit insgesamt 21 Ausgaben herausgegeben. Laut Untertitel liegt der inhaltliche Fokus auf wissenschaftlichen sowie literarischen Themen, die insbesondere von renommierten tunesischen Autoren behandelt wurden.